# غاف أبيض
غاف أبيض (الاسم العلمي:Prosopis alba) هي نوع من النباتات يتبع جنس الغاف من الفصيلة البقولية. الاسم العلمي لهذا النبات مكون من كلمتين أولاهما تشير إلى الجنس الذي ينتمي إليه والثانية وهي النَعْت (بالإنجليزية: epithet) وتعني أبيض (باللاتينية: Albus).